# Dichochrysa cyprina
Dichochrysa cyprina är en insektsart som först beskrevs av Navás 1932.  Dichochrysa cyprina ingår i släktet Dichochrysa och familjen guldögonsländor. Inga underarter finns listade i Catalogue of Life.